# Samuel Troilius

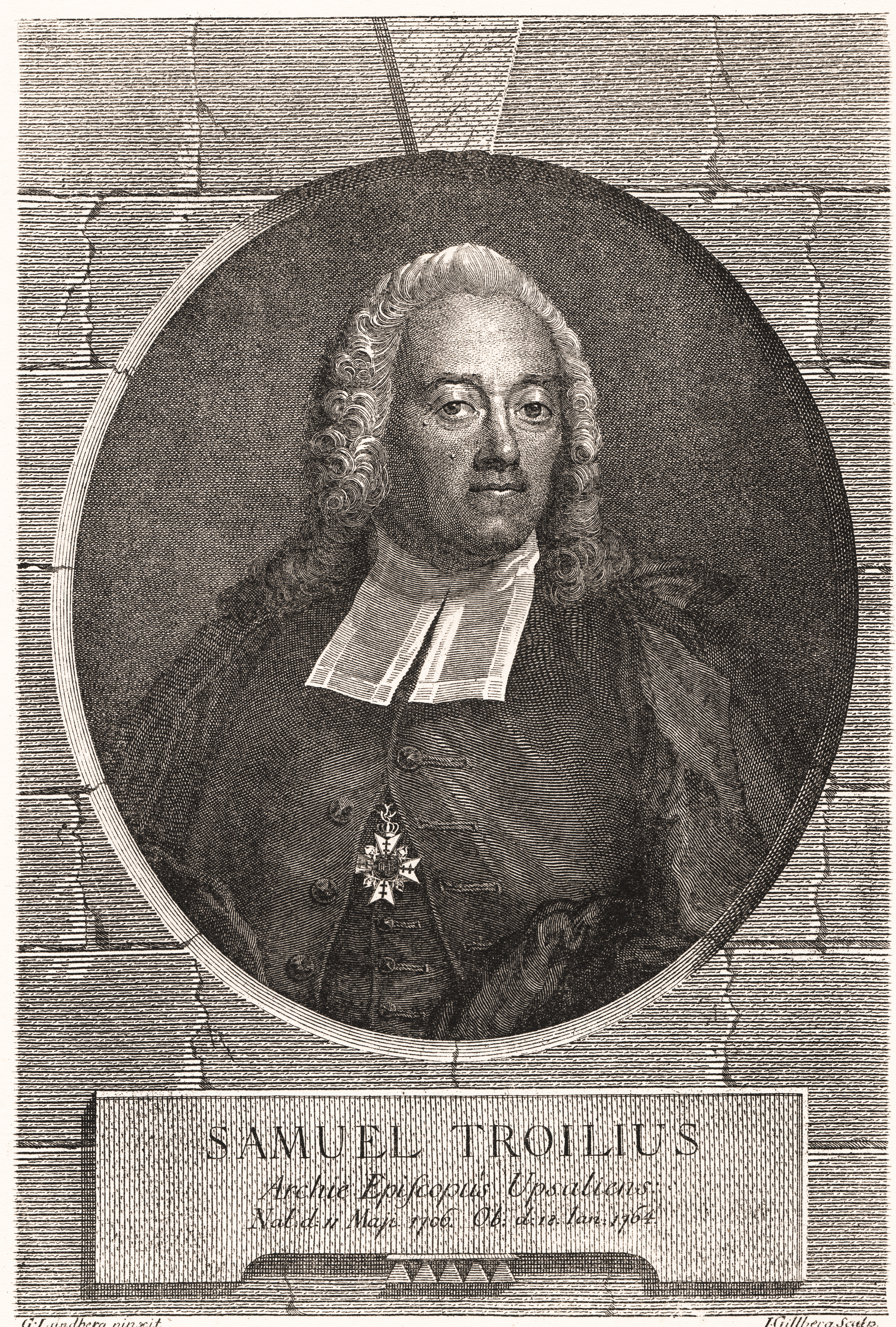

Samuel Troilius (* 22. Mai 1706 in Stora Skedvi; † 18. Januar 1764 in Uppsala) war ein schwedischer evangelisch-lutherischer Theologe und Geistlicher, zuletzt Erzbischof von Uppsala.

## Leben
Troilius, Sohn eines Pfarrers, immatrikulierte sich 1724 an der Universität Uppsala. Nach einigen Jahren als Hauslehrer bei den Söhnen des Professors Johan Upmarck Rosenadler schloss er 1732 sein Studium mit der Dissertation De magnetismo morum naturali ab. 1736 wurde er Hausprediger beim Grafen Ture Bielke, 1740 Hofprediger bei König Friedrich und seiner Gattin Ulrika Eleonore, die ihn 1741 zum Beichtvater wählten und 1742 zum Oberhofprediger beförderten. Zusätzlich amtierte er als Hauptpastor (kyrkoherde) an der Riddarholmskyrkan und der Klarakirche in Stockholm.
1751 wurde er zum Bischof von Västerås ernannt und erwarb kurz darauf die Würde eines Dr. theol. Im November 1758 wurde er zum Erzbischof von Uppsala ernannt und amtierte bis zu seinem Tode als höchster Würdenträger der Schwedischen Kirche. Seit 1746 gehörte er dem Pfarrerstand des Reichstags an (1760–1762 als dessen Sprecher) und trat als Unterstützer der „Hutpartei“ hervor.
1760 wurde er in die Königlich Schwedische Akademie der Wissenschaften aufgenommen.

## Familie
Troilius heiratete 1740 Anna Elisabeth Angerstein und nach deren Tod 1750 im folgenden Jahr Brita Elisabet Silfverstolpe. Aus jeder Ehe gingen sieben Kinder hervor, die 1756 mit dem Namen von Troil geadelt wurden. Der drittälteste Sohn Uno von Troil war von 1786 bis 1803 ebenfalls Erzbischof von Uppsala.